# Heptatonisk skala
Heptatonisk skala (hepta från grekiska; ibland kallad med latinskt räkneord septatonisk) är en diatonisk tonskala bestående av sju toner. Heptakord (septachord) är ett synonymt begrepp.

Sekvensen e f g a b c d är ett exempel: 